# Atalotegaeus mensarosi
Atalotegaeus mensarosi är en kvalsterart som först beskrevs av J. och P. Balogh 1983.  Atalotegaeus mensarosi ingår i släktet Atalotegaeus och familjen Eutegaeidae. Inga underarter finns listade.